# The Black Mages
The Black Mages is een rockgroep rond de bekende componist Nobuo Uematsu. Nobuo Uematsu is bekend van zijn werk voor de Final Fantasy reeks.  De groep neemt oude Final Fantasy liedjes en verandert die in rockliedjes.

## Groepsleden
- Nobuo Uematsu (植松　伸夫): keyboards
- Tsuyoshi Sekito (関戸　剛): elektrische gitaar
- Michio Okamiya (岡宮　道生): elektrische gitaar
- Kenichiro Fukui (福井　健一郎): keyboards
- Keiji Kawamori (河盛　慶次): bas
- Arata Hanyuda (羽入田　新): percussie